# Шоу дронов

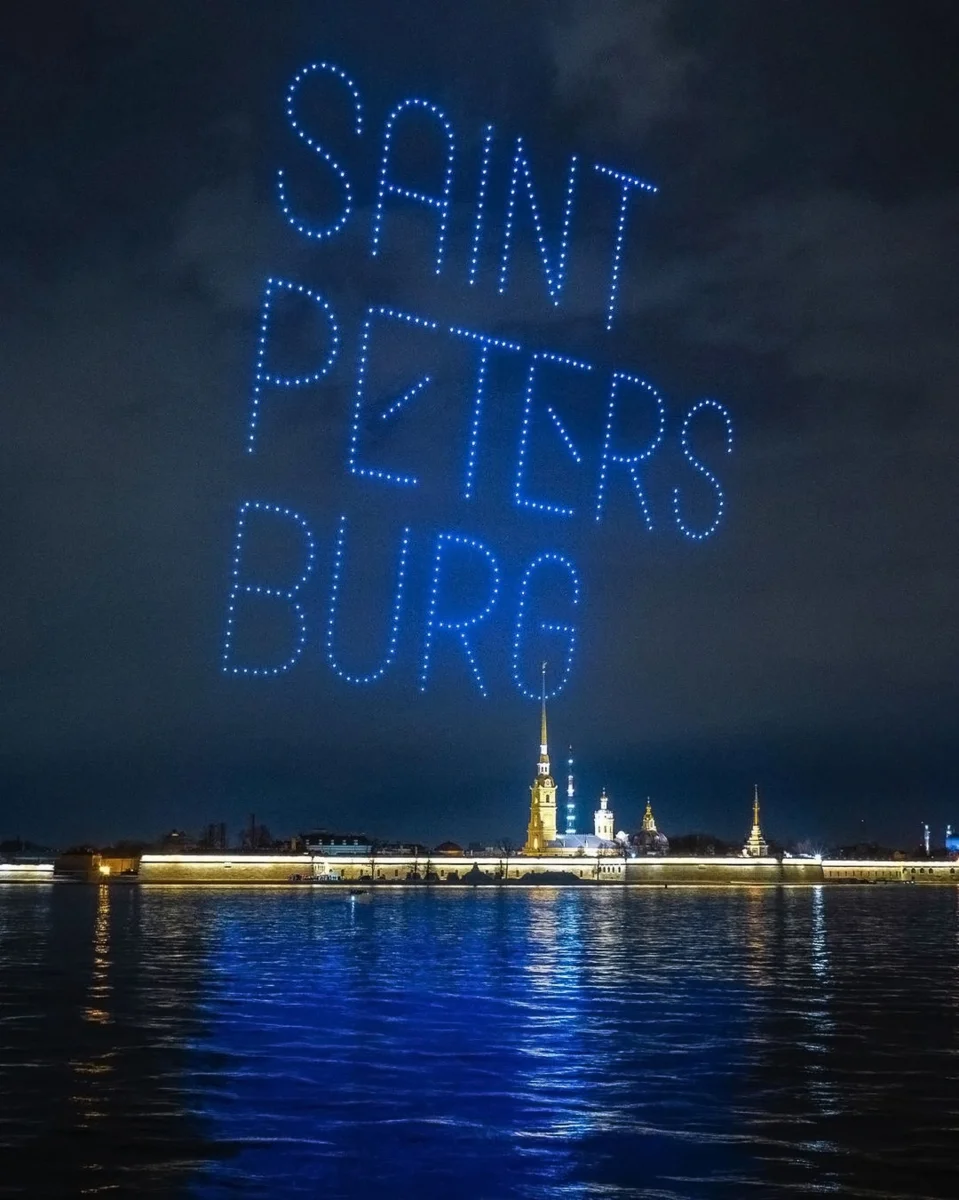
500 дронов формируют логотип Санкт-Петербурга на открытии туристического сезона

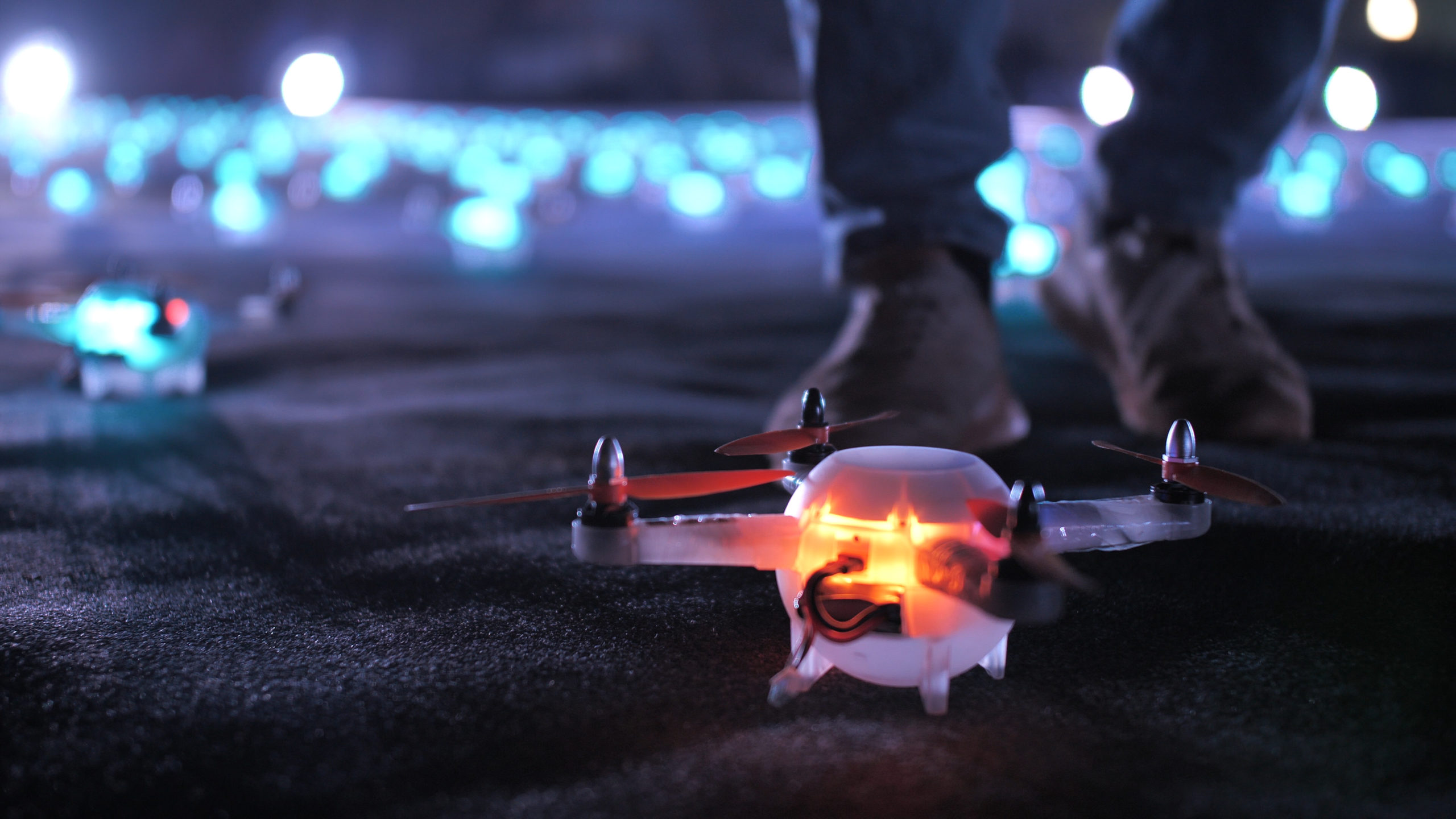
Квадрокоптер «Геоскан Салют»

Шоу дронов — представление с использованием беспилотных летательных аппаратов (обычно вертолетного типа с четырьмя несущими винтами), снабженных светодиодами и модулями точного позиционирования в пространстве, в котором дроны выстраиваются в различные фигуры и надписи. Первое шоу дронов состоялось в 2012 году в городе Линце (Австрия), во время которого центр The Ars Electronica Futurelab представил модель дрона SPAXELS. Среди дронов, разработанных специально для шоу, также выделяют Shooting Star (пр-ва Intel), IFO (пр-ва UVify), GhostDrone (пр-ва EHang), а на российском рынке — «Салют» (пр-ва ГК «Геоскан»).
Шоу дронов используется как для развлекательных, так и коммерческих целей. В первом случае возможно использование роя дронов, схожего с явлением мурмурации. Во время шоу каждый беспилотный аппарат действует как самостоятельная интеллектуальная единица, общаясь с другими участниками группы. Для других целей, когда важно построение читаемых формаций (логотипов и QR-кодов), применяется система полетных заданий. Информация о координатах и цвете, генерируемая в виде бинарных файлов, загружается в каждый аппарат до представления.

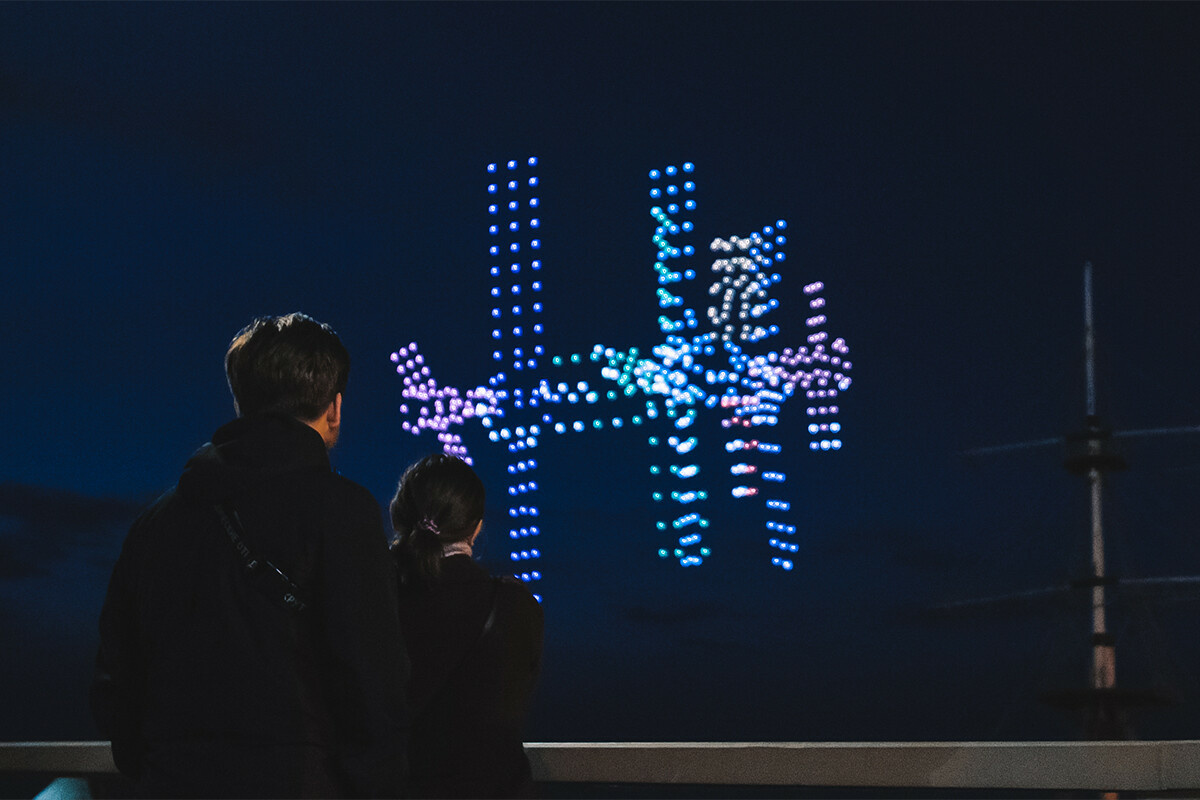
Орбитальная станция «Мир» в небе над Великим Новгородом

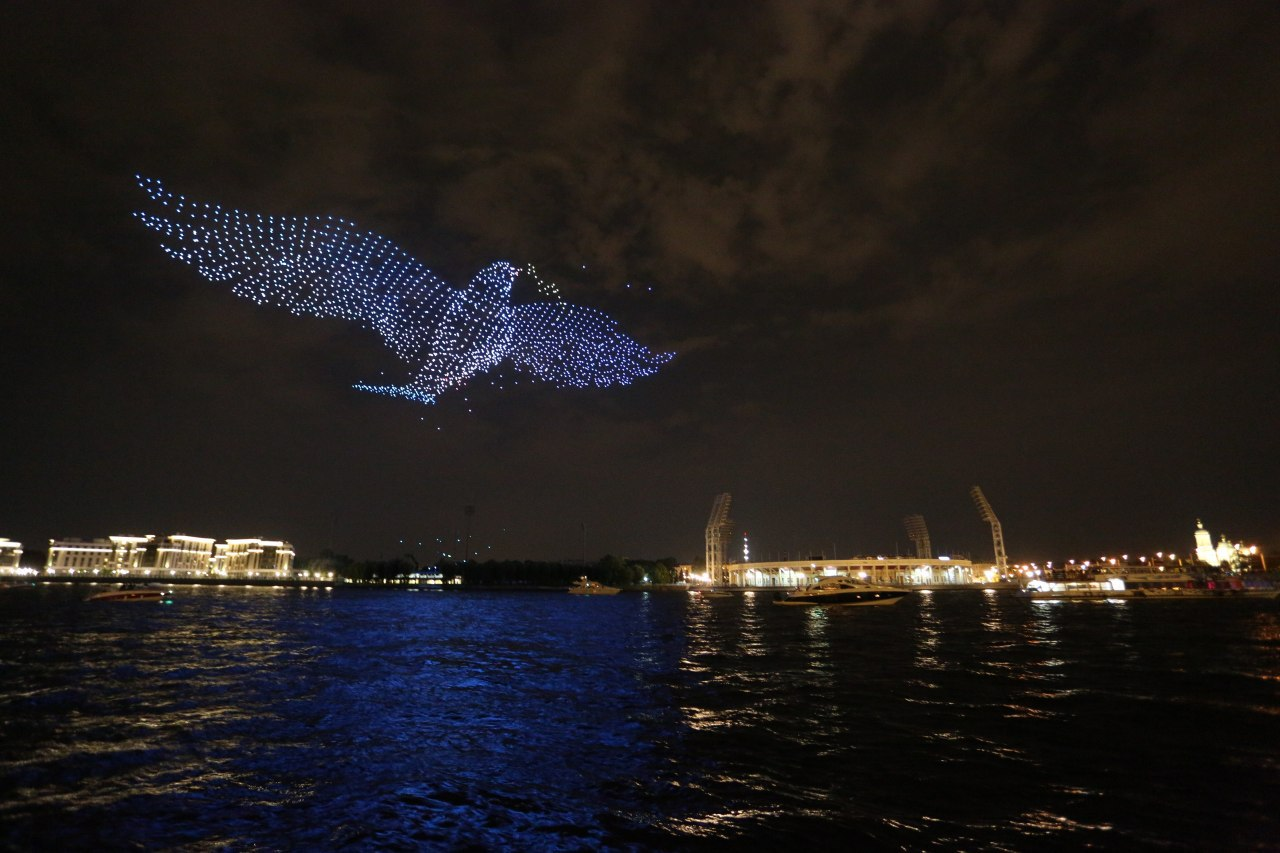
Голубь Мира из 2198 дронов над Невой в день 75-летия окончания Второй Мировой войны

В отличие от фейерверка шоу дронов безопасно для экологии, так как не является источником шумового загрязнения и загрязнения воздуха, а также не причиняет вреда птицам и другим животным. Однако из-за погодных условий (сильного дождя, снега, ветра) запуск беспилотников не всегда возможен.

## Список крупнейших шоу дронов в России
- 3 сентября, 2020 — Компания «Геоскан» запустила 2198 дронов на 75-летие окончания Второй мировой войны[8][9][10]. Шоу «Мирное небо» состоялось в Санкт-Петербурге. Запуск занесен в Книгу рекордов России.[11][12][13]
- 8 ноября, 2020 — Шоу из 1000 дронов в рамках петербургского фестиваля «Чудо света».[14][15]
- 11 апреля, 2021 — В честь 60-летия первого полета человека в космос состоялось шоу из 500 дронов в Великом Новгороде.[16][17][18]
- 2 мая, 2021 — Во время открытия туристического сезона в Санкт-Петербурге запущено 500 квадрокоптеров.[19][20][21]
- 8 мая, 2021 — 1000 дронов поднялись над Ржевским мемориалом Советскому Солдату.[22][23][24][25][26]
- 21 августа, 2021 — На 800-летие Нижнего Новгорода организовано шоу из 1200 беспилотников.[27][28][29][30][31][32]
- 25 августа, 2021 — Шоу из 1000 квадрокоптеров в Уфе было приурочено к старту соревнований WorldSkills Russia.[33][34][35][36]
- 31 августа, 2021 — Российское Движение Школьников совместно с компанией «Геоскан» организовало шоу из 1000 дронов в г. Пушкине в честь Дня знаний.[37][38][39][40][41][42]
- 26 декабря, 2021 — В Санкт-Петербурге по чертежам Растрелли при помощи 1000 дронов восстановили образ колокольни Смольного собора.[43][44][45][46][47]
- 8 февраля, 2022 — В честь Дня российской науки в Санкт-Петербурге показали шоу из 1000 дронов над Зданием Двенадцати коллегий.[48][49][50][51][52]
- 28 сентября 2024 - Книга рекордов России за самое большое количество дронов в шоу в помещении, 100 дронов, Рекордсмен: компания DRONICO.
- 8 февраля 2025 - На «Сибирь-Арене» в Новосибирске, Фонбет Матч Звезд КХЛ 2025 съехались лучшие игроки и тренеры Лиги. Звёздный уик-энд открыло шоу дронов – надо льдом «Сибирь-Арены» в воздух поднялись 120 дронов. Данный рекорд вошел в Книгу рекоров России как «Самое большое количество дронов в шоу в помещении в России». Организатор: Континентальная хоккейная лига и компания Дронико.